# Cyclocross Diegem
Cyclocross Diegem is een veldritwedstrijd georganiseerd in het Belgische Diegem, een onderdeel van de Superprestige veldrijden. De laatste jaren wordt deze veldritwedstrijd gereden bij kunstlicht, omdat de wedstrijd telkens na 17u van start gaat.

## Erelijst

### Mannen elite
| Datum      | Klassement    | Cat. | Winnaar                            | Tweede                             | Derde                              |
| ---------- | ------------- | ---- | ---------------------------------- | ---------------------------------- | ---------------------------------- |
| 30/12/2024 | Superprestige | C1   | Laurens Sweeck                     | Niels Vandeputte                   | Thibau Nys                         |
| 28/12/2023 | Superprestige | C1   | Mathieu van der Poel               | Tom Pidcock                        | Eli Iserbyt                        |
| 28/12/2022 | Superprestige | C1   | Wout van Aert                      | Tom Pidcock                        | Mathieu van der Poel               |
| 29/12/2021 | Superprestige | C1   | Afgelast vanwege de coronapandemie | Afgelast vanwege de coronapandemie | Afgelast vanwege de coronapandemie |
| 27/12/2020 | Wereldbeker   | CDM  | Afgelast vanwege de coronapandemie | Afgelast vanwege de coronapandemie | Afgelast vanwege de coronapandemie |
| 29/12/2019 | Superprestige | C1   | Mathieu van der Poel               | Eli Iserbyt                        | Michael Vanthourenhout             |
| 30/12/2018 | Superprestige | C1   | Mathieu van der Poel               | Michael Vanthourenhout             | Toon Aerts                         |
| 30/12/2017 | Superprestige | C1   | Mathieu van der Poel               | Wout van Aert                      | Laurens Sweeck                     |
| 23/12/2016 | Superprestige | C1   | Mathieu van der Poel               | Wout van Aert                      | Kevin Pauwels                      |
| 27/12/2015 | Superprestige | C1   | Mathieu van der Poel               | Kevin Pauwels                      | Lars van der Haar                  |
| 28/12/2014 | Superprestige | C1   | Mathieu van der Poel               | Tom Meeusen                        | Kevin Pauwels                      |
| 29/12/2013 | Superprestige | C1   | Sven Nys                           | Tom Meeusen                        | Niels Albert                       |
| 30/12/2012 | Superprestige | C1   | Niels Albert                       | Kevin Pauwels                      | Zdeněk Štybar                      |
| 23/12/2011 | Superprestige | C1   | Niels Albert                       | Kevin Pauwels                      | Sven Nys                           |
| 27/12/2010 | Superprestige | C1   | Niels Albert                       | Sven Nys                           | Zdeněk Štybar                      |
| 27/12/2009 | Superprestige | C1   | Niels Albert                       | Zdeněk Štybar                      | Kevin Pauwels                      |
| 28/12/2008 | Superprestige | C1   | Zdeněk Štybar                      | Klaas Vantornout                   | Sven Nys                           |
| 30/12/2007 | Superprestige | C1   | Sven Nys                           | Radomír Šimůnek                    | Zdeněk Štybar                      |
| 31/12/2006 | Superprestige | C1   | Sven Nys                           | Bart Wellens                       | Kevin Pauwels                      |
| 24/12/2005 | Superprestige | C1   | Gerben De Knegt                    | Sven Nys                           | Erwin Vervecken                    |
| 26/12/2004 | Superprestige |      | Erwin Vervecken                    | Sven Nys                           | Sven Vanthourenhout                |
| 25/12/2003 | Superprestige |      | Bart Wellens                       | Mario De Clercq                    | Erwin Vervecken                    |
| 29/12/2002 | Superprestige |      | Mario De Clercq                    | Sven Nys                           | Tom Vannoppen                      |
| 30/12/2001 | Superprestige |      | Erwin Vervecken                    | Mario De Clercq                    | Peter Van Santvliet                |
| 31/12/2000 | Superprestige |      | Sven Nys                           | Erwin Vervecken                    | Mario De Clercq                    |
| 26/12/1999 | Superprestige |      | Richard Groenendaal                | Adrie van der Poel                 | Sven Nys                           |
| 27/12/1998 | Superprestige |      | Sven Nys                           | Bart Wellens                       | Adrie van der Poel                 |
| 28/12/1997 | Superprestige |      | Adrie van der Poel                 | Richard Groenendaal                | Daniele Pontoni                    |
| 29/12/1996 | Superprestige |      | Daniele Pontoni                    | Wim de Vos                         | Mario De Clercq                    |
| 31/12/1995 | Superprestige |      | Daniele Pontoni                    | Marc Janssens                      | Adrie van der Poel                 |
| 25/12/1994 | Superprestige |      | Adrie van der Poel                 | Richard Groenendaal                | Paul Herygers                      |
| 26/12/1993 | Superprestige |      | Daniele Pontoni                    | Thomas Frischknecht                | Beat Wabel                         |
| 27/12/1992 | Superprestige |      | Marc Janssens                      | Daniele Pontoni                    | Wim de Vos                         |
| 29/12/1991 | Superprestige |      | Danny De Bie                       | Radomír Šimůnek                    | Daniele Pontoni                    |
| 30/12/1990 | Superprestige |      | Gustaaf Van Bouwel                 | Karel Camrda                       | Frank Van Bakel                    |
| 31/12/1989 | Superprestige |      | Danny De Bie                       | Henk Baars                         | Kurt De Roose                      |
| 25/12/1988 | Superprestige |      | Roland Liboton                     | Hennie Stamsnijder                 | Yvan Messelis                      |
| 27/12/1987 | Superprestige |      | Roland Liboton                     | Henk Baars                         | Paul De Brauwer                    |
| 28/12/1986 | Superprestige |      | Roland Liboton                     | Hennie Stamsnijder                 | Martin Hendriks                    |
| 29/12/1985 | Superprestige |      | Roland Liboton                     | Hennie Stamsnijder                 | Yvan Messelis                      |
| 30/12/1984 | Superprestige |      | Roland Liboton                     | Frank Van Bakel                    | Hennie Stamsnijder                 |
| 24/12/1983 | Superprestige |      | Roland Liboton                     | Hennie Stamsnijder                 | Albert Zweifel                     |
| 26/12/1982 | Superprestige |      | Roland Liboton                     | Hennie Stamsnijder                 | Klaus-Peter Thaler                 |
| 27/12/1981 |               |      | Roger De Vlaeminck                 | Klaus-Peter Thaler                 | Roland Liboton                     |
| 28/12/1980 |               |      | Roland Liboton                     | Robert Vermeire                    | Jan Teugels                        |
| 30/12/1979 |               |      | Roger De Vlaeminck                 | Robert Vermeire                    | Roland Liboton                     |
| 10/02/1979 |               |      | Rein Groenendaal                   | Norbert Dedeckere                  | Jan Teugels                        |
| 26/12/1977 |               |      | Robert Vermeire                    | Norbert Dedeckere                  | Yvan Messelis                      |
| 26/12/1976 |               |      | Albert Van Damme                   | Robert Vermeire                    | Jozef Thielemans                   |
| 27/12/1975 |               |      | Albert Van Damme                   | Norbert Dedeckere                  | Jan Teugels                        |

### Vrouwen elite
| Datum      | Klassement    | Cat. | Winnaar                            | Tweede                             | Derde                              |
| ---------- | ------------- | ---- | ---------------------------------- | ---------------------------------- | ---------------------------------- |
| 30/12/2024 | Superprestige | C1   | Lucinda Brand                      | Ceylin del Carmen Alvarado         | Inge van der Heijden               |
| 28/12/2023 | Superprestige | C1   | Puck Pieterse                      | Ceylin del Carmen Alvarado         | Inge van der Heijden               |
| 28/12/2022 | Superprestige | C1   | Puck Pieterse                      | Shirin van Anrooij                 | Ceylin del Carmen Alvarado         |
| 29/12/2021 | Superprestige | C1   | Afgelast vanwege de coronapandemie | Afgelast vanwege de coronapandemie | Afgelast vanwege de coronapandemie |
| 27/12/2020 | Wereldbeker   | CDM  | Afgelast vanwege de coronapandemie | Afgelast vanwege de coronapandemie | Afgelast vanwege de coronapandemie |
| 29/12/2019 | Superprestige | C1   | Annemarie Worst                    | Ceylin del Carmen Alvarado         | Yara Kastelijn                     |
| 30/12/2018 | Superprestige | C1   | Sanne Cant                         | Annemarie Worst                    | Denise Betsema                     |
| 30/12/2017 | Superprestige | C1   | Sanne Cant                         | Pauline Ferrand-Prévot             | Maud Kaptheijns                    |
| 23/12/2016 | Superprestige | C1   | Marianne Vos                       | Sanne Cant                         | Kateřina Nash                      |
| 27/12/2015 | Superprestige | C1   | Ellen Van Loy                      | Sanne Cant                         | Eva Lechner                        |
| 28/12/2014 | Superprestige | C1   | Marianne Vos                       | Pauline Ferrand-Prévot             | Kateřina Nash                      |
| 29/12/2013 | Superprestige | C1   | Sanne Cant                         | Eva Lechner                        | Elle Anderson                      |
| 30/12/2012 | Superprestige | C1   | Kateřina Nash                      | Sanne Cant                         | Lucie Chainel-Lefèvre              |
| 23/12/2011 | Superprestige | C1   | Marianne Vos                       | Lucie Chainel-Lefèvre              | Sanne Cant                         |
| 31/12/2000 |               |      | Debby Mansveld                     |                                    |                                    |

Seizoen 2024-2025

 Cyclocross Ruddervoorde (1998-heden) ·  Druivencross Overijse (1983-2000, 2023-heden) ·  Jaarmarktcross Niel (2020-heden) ·  Vlaamse Aardbeiencross Merksplas (1999-heden) ·  Zilvermeercross (2024) ·  Cyclocross Diegem (1982-2019, 2020-heden) ·  Cyclocross Gullegem (2023 en 2025) ·  Noordzeecross Middelkerke (2011-2021, 2023-heden)

Voormalig

 GP Eric De Vlaeminck Zolder (2020-2023) ·  Niels Albert CX Boom (2017-2023) ·  Cyclocross Asper-Gavere (1983-2022) ·  Cyclocross Gieten (1989-2021) ·  Cyclocross Zonhoven (2010-2019) ·  GP Région Wallonne (2014-2016) ·  Bollekescross Hamme (2004-2013) ·  GP Fidea Vorselaar (2002-2010) ·  Internationale cyclocross Veghel-Eerde (2007-2008) ·  Superprestige Sint-Michielsgestel (1998, 2000-2006) ·  Cyclocross Raismes (2004) ·  Cyclocross Harnes (1999-2003)